# Diculești (gmina)
Diculești – gmina w Rumunii, w okręgu Vâlcea. Obejmuje miejscowości Băbeni-Oltețu, Budești, Colelia i Diculești. W 2011 roku liczyła 1981 mieszkańców.